# Ulster
Ulster (în limba irlandeză Cúige Uladh [ˈkuːgʲ ˈulu]) este o provincie istorică irlandeză, din care făceau parte nouă comitate. Cele trei comitate Donegal, Cavan și Monaghan fac parte din Republica Irlanda. Celelalte șase, Antrim, Comitatul Armagh, Comitatul Derry/Londonderry, Down, Fermanagh și Tyrone fac parte din  Irlanda de Nord și aparțin astfel de Regatul Unit al Marii Britanii și Irlandei de Nord.